# Dakota Harris – Flug durchs Zeitloch
Dakota Harris – Flug durchs Zeitloch ist ein in Koproduktion zwischen Australien und den USA entstandener Abenteuerfilm aus dem Jahr 1986. Er ist auch unter dem Alternativtitel „Dakota Harris in der Höhle des Todes“ bekannt.

## Handlung
Australien im August 1945, kurz vor dem Ende des Zweiten Weltkriegs. Der erfahrene Air Force – Pilot Flight Lieutenant Harris, genannt Dakota Harris, erhält den Auftrag, eine DC-3 – Frachtmaschine mit einer geheimnisvollen Ladung über Bora Bora nach Washington, D.C. zu überführen. Mit an Bord sind neben dem Wissenschaftler und Geistlichen Reverend Mitchell auch die Militärs General Hackett und Major Savage, wobei Savage und Harris eine unangenehme Vergangenheit verbindet. Während des Fluges wird eine der Frachtkisten geöffnet, wodurch die DC-3 in einen mysteriösen Sturm gerät, in dem die Zeitlinien zu verschwimmen scheinen. Die Maschine gerät ins Trudeln, wodurch Harris zu einer Notwasserung gezwungen ist.
Die Mannschaft um Harris gelangt in einem dem Bermudadreieck ähnlichen Areal zu einem Schiffsfriedhof, wo den Männern merkwürdige übersinnliche Dinge passieren. Reverend Mitchell glaubt, die Schiffe könnten an dem so genannten Philadelphia-Experiment teilgenommen haben. Die Männer retten sich in Rettungsbooten auf die offene See, da sie die Küste der Osterinsel glauben gesehen zu haben, welche jedoch urplötzlich wieder verschwindet. Während in den folgenden Tagen immer mehr der Gestrandeten sterben, bricht zwischen Savage und Harris die alte Feindschaft wieder auf. Savage besteht auf der Mitnahme der Frachtkisten, während Harris eher an das Wohl seiner dezimierten Crew und der Passagiere denkt und die Kisten ins Wasser wirft. Am Ende werden lediglich Harris, Savage und Mitchell gerettet.
Zurück an Land zerrt Savage Harris wegen Insubordination vor ein Militärgericht. Harris wird verurteilt – auch, weil Savage eine eidesstattliche Erklärung von Mitchell vorlegt und das Gericht seinen Aussagen keinen Glauben schenkt, sie hätten sich im Rettungsboot in der Nähe der Osterinsel befunden. Auf dem Weg ins Gefängnis kann Harris fliehen und findet heraus, dass Savage Mitchells Aussage gefälscht hat. In seiner Not wendet er sich an die einzige vertrauenswürdige Person: Melanie, die Assistentin und Tochter von Mitchell. Gemeinsam forschen beide nach den Hintergründen – und geraten dabei in einen Hinterhalt von Savage.
Es stellt sich heraus, dass es sich bei der Fracht um ein Teilstück einer geheimnisvollen außerirdischen Steintafel handelt, welche große Macht verleihen soll. Reverend Mitchell war gemeinsam mit einem Kollegen auf Bora Bora auf der Suche nach dem Geheimnis dieser Tafel. Savage hat Mitchell entführt, um selbst in Besitz der Tafel zu kommen. An Harris und Melanie liegt es nun, ihn aufzuhalten.
Ihre abenteuerliche Odyssee führt über Ayers Rock nach Bora Bora, wo beide Reverend Mitchell lebendig finden. Harris folgt dem Kurs seiner alten Maschine und kann diese sowie die Kisten mit dem Tafelbruchstück finden. Doch Savage kommt ihm zuvor und entführt zusätzlich Melanie, welche ihm die Höhle mit dem verbliebenen Bruchstück zeigen soll.
Harris folgt Savage heimlich, indem er sich an das Flugzeug klammert. Gemeinsam mit Melanie, die entkommen konnte, betreten sie die Höhle, welche von den gleichen Zeiterscheinungen wie in dem mysteriösen Sturm durchzogen ist. Beide können Savage stellen, der zwar die Tafel vervollständigt hat, von deren Macht jedoch vernichtet wird.
Die Bedrohung wurde abgewendet, und Harris und Melanie werden ein Paar.

## Kritik
„Der Titel und das Cover geben die Richtlinie vor, denn natürlich ist ‚Dakota Harris‘ nichts anderes als ein günstiges australisches Rip-off von ‚Indiana Jones‘. Und das hört nicht beim Cover auf, sondern setzt sich im Film selbst vor, wo es mehr als nur eine Szene gibt, die direkt aus ‚Jäger des verlorenen Schatzes‘ übernommen worden ist. Darüber hinaus vermengt das Drehbuch alles, was in irgendeiner Weise mystisch ist und so bekommt man das Bermuda-Dreieck ebenso wie das Philadelphia-Experiment oder die Theorien eines Erich von Däniken um die Ohren geschlagen. Mit am besten kommt Hauptdarsteller John Hargreaves weg, der in Australien ein echter Star war, aber niemals Wert darauf legte, international tätig zu werden. Der Mime verstarb 1996 an Aids. ‚Dakota Harris‘ ist alles andere als ein guter Film. Kann er unterhalten? Durchaus. Macht er Spaß? Auf gewisse Weise schon. Aber kann man ihn empfehlen? Nur bedingt, am ehesten noch all jenen, die diesen filmischen Käse vor 20 Jahren gesehen haben. Fazit: Ein Indiana Jones-Rip-Off für Allesseher.“

## Produktionsnotizen
- Der Film entstand auf dem Höhepunkt der Boomphase klassischer Kino-Abenteuerfilme, die durch den Erfolg von Jäger des verlorenen Schatzes ausgelöst wurde. „Dakota Harris“ war der australische Beitrag zu der von „Indiana Jones“ ausgelösten Reihe, zumal der Streifen von dieser Trilogie überdeutlich seinen Titel abgekupfert hat. Auch inhaltlich wurden Passagen und Stereotype von Indiana Jones übernommen und umgewandelt. So hat Harris verglichen mit dem Schlangen hassenden Indiana Jones ebenfalls eine Phobie – er leidet unter großen Höhen.
- Der Film hat zudem große Handlungslöcher, welche entweder auf ein unlogisches Drehbuch, aus der Endfassung entfernte Szenen oder eine fehlerhafte deutsche Synchronisation schließen lassen.
  - Im Gespräch mit Melanie fragt Harris, warum Savage unbedingt nach Ayers Rock wollte, worauf Mel meint, dass dort ein weiterer Monolith stehe. Bis zu diesem Zeitpunkt wurde Ayers Rock jedoch mit keiner Silbe im Film erwähnt. Gleiches gilt für den beschriebenen Monolithen. Eine mögliche Erklärung erfolgt auch später nicht.
  - Wo kommt mitten über Zentralaustralien (Harris und Melanie fliegen von einer Küstenstadt nach Ayers Rock) ein feindliches Jagdflugzeug her?
  - Der Bezug zwischen Philadelphia-Experiment und der Steintafel bzw. der Höhle auf der Osterinsel wird nicht erklärt. Genauso wenig, warum die Leichen der Matrosen von der USS Idaho in der Höhle liegen.
  - Harris folgt dem alten Kurs und findet seine DC-3. Wo ist der Schiffsfriedhof? Es herrschen klare Sicht und Sonnenschein.
  - Die geheimnisvolle Kraft in Professor Asquiths Haus auf Bora Bora wird nicht näher beschrieben. Sollte sie von dem Tafelbruchstück ausgehen, so war dies zum Zeitpunkt der Anwesenheit von Harris und Melanie bereits entwendet worden.

## Trivia
- Harris’ Vorname wird im ganzen Film nicht genannt. Er wird immer mit Flight Lieutenant oder Dakota angesprochen. Vermutlich sollte er ein Geheimnis bleiben – gleich dem von MacGyver in der gleichnamigen Fernsehserie.
- Als Schlägertyp hat Hugo Weaving, bekannt durch die Herr-der-Ringe- und Matrix-Trilogien, eine Minirolle.